# Усуд (приповетка)
Причу под именом Усуд Вук Стефановић Караџић је објавио у збирци Српске народне приповетке 1853. године. Како пише у предговору књиге, ову причу приповедао му је 1829. године у Земунскоме лазарету трговац Грујо Механџић.
Код словенских народа је било широко распрострањено веровање да судбину одређују два демона, Суђаје и Усуд. За суђаје се веровало да одређују судбину сваком људском бићу при рођењу, док се за Усуд веровало да додељује исту судбину свима који су рођени тог дана.
Усуд у приповеци коју је Вук Караџић записао има особине старословенског бога Дабога који дели новорођеној деци новац, па је према томе коме је колико дао предвиђао и њихову судбину.

## Радња
Прича представља два брата који су живели заједно где један не ради ништа, већ само пије и једе, док је други све радио и зарађивао за обојицу. Бог им је дао све, имали су свиње, коње, шчеле, говеда... Вредни брат је размишљао зашто он мора да ради и за себе и за свог брата и размишљао о томе да се одвоји од њега. То је једног дана и саопштио свом брату који је кренуо да га одвраћа од тога и причао му је како је обојици добро. Када није успео да га одговори рекао му је да подели све како он мисли да треба. Вредни брат је све поделио на равне части како би обојица били равноправни.
Други брат је са оним што му је додељено почео да живи као и до сад, па је бригу о говедима препустио говедару, коњушару бригу о коњима, а козару доделио козе.
Вредни брат је све наставио сам да ради и води бригу о свему, али није примећивао никакав напредак. Убрзо је постао толико сиромашан да није имао ни опанке. Тад је одлучио да обиђе другог брата и види како њему иде и како се сналази.
На путу на једној ливади наишао је да лепу девојку која је чувала стадо оваца. Кад је упитао чије овце чува, а она му одговара да чија је она да су и овце од тог истог. Кад је питао њу чија је рече му да је од његовог брата срећа. Тад се брат разбеснео и питао где је онда његова срећа, а она му рече да је далеко од њега и да је само треба пронаћи.
Кад га је лењи брат угледао одмах се расплакао видевши да је овај у ритама и бос. Након што су се почастили, вредни брат се устане и оде својој кући. Узео је штап и торбу у коју је спремио хлеб и кренуо у свет у потрагу за својом срећом.
Док је ишао путем кроз шуму наишао на једну седу стару жену која је спавала под грмом па је штапом удари по стражњици. Она се једва дигла и отворила очи и рекла да има среће шта је заспала иначе би остао и без тих опанака. Вредни брат је пита ко је она да не би добио ни те опанке што има, а она му одговори да је она његова срећа, али јој он не поверова. Она му каже да ју је Усуд њему дао, на шта је он пита где је та усуд кога помиње. Жена му каже да иде и да га тражи и он крену даље у потрагу. Дуго је ходао и у једној шуми наишао на једног пустињака и упитао да му каже да ли зна за усуда. Пустињак га упути право преко планине и рече му кад дође код усуда да ништа не говори него да ради шта год и он ради. Он му се захвали и крете преко планине. Кад је дошао до његовог двора видео је огромно здање са слугама и слушкињама, а усуд је седео и вечерао. Кад је то видео и он је сео за сто и почео да једе. После вечери је усуд отишо на спавање, па је и он легао. Око поноћи се чула тутњава и глас који је причао усуду колико се душа родило и да им пода шта хоће. Тад усуд устаје, отвара сандук са дукатима и почиње да га баца по соби и каже како мени данас, тако њима довека. Ујутру је двор нестао, а на истом месту је стајала нека осредња кућа. Увеће су обојица вечерали и после легли да спавају, а да опет нису проговорили ни реч. Током ноћи се догађа исто као и претходне. Тад усуд опет устаје и отвара ковчег, али без дуката, већ су били остали само сребрњаци и опет почне да их баца по соби и каже како мени данас, тако њима довека. Ујутру није било ни средње куће, већ је остала кућица и тако су пролазили дани док од куће није остала само колиба. Тада усуд узме мотику и почне да копа, а брат му се придружи. Копали су читав дан. Увече је усуд узео комадић хлеба, па половину да брату. Вечерају и легну спавати. Током ноћи опет исто, усуд устаје и отвара ковчег и из њега по соби баца неке бакрене новчиће који су остали у њему.
Ујутру се мала колиба претворила опет у велики двор и све крену испочетка. Тад се усуд обрати брату и пита га зашто је дошао, а овај му све исприча. Тада му усуд каже да је видео шта се како одвија и да се он родио сиротињске ноћи и да ће бити сиромашан заувек, а да се његов брат родио сретне ноћи и да ће бити сретан заувек. Али пошто се трудио и био вредан, усуд му одлучи помоћи. Његов брат има ћерку Милицу која је срећна као и њен отац. Кад дође кући он треба да узме Милицу и што год да стекне треба да каже да је њено. Брат се захвали и оде право код другог брата да га моли да му да Милицу зато што он нема никога. Кад је добио од брата Милицу убрзо је стекао доста ствари за које је говорио да припадају Милици.
Једном је изашао на њиву да погледа жито које је било толико лепо да лепше не може бити, кад је наишао један путник који га је питао чије је жито. Брат се збунио на моменат и рекао да је његово. У тај мах жито се запали и стаде да гори.
Кад је схватио шта је рекао, он стаде да трчи за човеком и виче да није његово жито већ Миличино, па се жито угаси. Тако је вредни брат успео да остане срећан до краја живота.